# Drino ruficauda
Drino ruficauda är en tvåvingeart som beskrevs av Thompson 1966. Drino ruficauda ingår i släktet Drino och familjen parasitflugor. Inga underarter finns listade i Catalogue of Life.